# Epiphile adrasta escalantei
Epiphile adrasta escalantei es una subespecie de mariposa estandarte común (Epiphile  adrasta) de la familia Nymphalidae, subfamilia Biblidinae. La subespecie es endémica de México. La especie Epiphile adrasta se extiende desde Texas hasta Ecuador. Fue descrita originalmente bajo el nombre científico Temenis laothoe quilapayunia. El holotipo macho proviene de Acahuizotla, Guerrero. Etimológicamente, hace referencia al coleccionista de mariposas Dr. T. Escalante, cuya colección está actualmente depositada en el Museo de Allyn en Florida.

## Descripción
Posee antenas anaranjadas con el ápice amarillo. La cabeza es rojiza, el tórax con pelos café verdoso y el abdomen rojizo.
Se caracteriza porque el macho tiene el ala anterior de color anaranjado (con una franja transversal de color negro en el área media), ápice y subápice de color negro; con borde del margen distal en el ápice, el cual es de color café rojizo. Además, el ala posterior es de color negro, con una franja ancha transversal anaranjada en el área media y submedia. En cambio, la hembra tiene el ala anterior de color café oscuro, con una franja anaranjada oscura transversal en el área basal y postbasal; una franja amarilla transversal en el área media; y un punto blanco en el subápice. El ala posterior es de color anaranjado oscuro con una franja café oscuro del ápice al inicio del torno.
La parte ventral de las alas anteriores es de color anaranjado, con dos bandas de color negro anchas en diagonal: una que va desde el margen costal hacia el margen interno (margen anal); y otra que va desde el margen costal (cerca del área subapical) a margen externo. El ápice es rojizo, cuadrado y, en el margen central de sus alas anteriores, es convexo, con el margen externo curvo y el margen interno convexo. En el ala posterior tiene un color de fondo café rojizo con algunas escamas blancas, y la forma del margen costal es convexa, siendo el margen externo ondulado y el interno curvo. Cerca del margen costal (en el centro) presenta una mancha triangular de color crema y en el área submarginal presenta una línea ondulada. Además, presenta una franja de color negro en el área apical. Otra característica es su celda anal, con abundantes pelos cafés. El ápice, de color café-rojizo, presenta tres manchas ocelares de pequeño tamaño.  La hembra difiere un poco del macho, ya que esta presenta en el ala anterior, cerca del área subapical, un punto blanco. El fondo es amarillo pálido, excepto en la región basal.

## Distribución
Puede ser encontrada en el oeste de México (Desde Sinaloa al Sur de Oaxaca): en los estados de Sinaloa, Colima, Guerrero, Jalisco, Michoacán, Morelos, México, Nayarit, y sur de Oaxaca.

## Hábitat
Zonas áridas, selva baja caducifolia, o mediana en los sitios más húmedos del Pacífico. Necesitan un espacio amplio para seguir la exposición. 

## Estado de conservación
No está enlistada en la NOM-059.